# 奧多摩站
奧多摩站（日语：／ Okutama eki */?）是位於東京都西多摩郡奧多摩町冰川，屬於東日本旅客鐵道（JR東日本）青梅線的鐵路車站。此站是青梅線的終點站，也是東京都內最西端車站。海拔343公尺，只比東京鐵塔（頂端海拔高351公尺）低8公尺，是東京都內的JR車站中海拔最高的車站。

## 車站結構
本站是地面車站，月台設計為島式月台1面2線。一般列車班次只會使用1號月台，2號月台雖然能容納6輛編組的列車，但因為月台為弧形，列車停靠時會和月台有很大的空隙，因此平日只有早上一班列車使用，周末和假日也只有「假日快速奧多摩」號（6輛編組列車）、少部分普通列車班次和臨時列車班次使用。
站房為兩層式建築，剪票口設於地面，旁邊是由奧多摩觀光協會營運的商店，二樓則是車站畫廊和餐廳。由於奧多摩站是JR東日本的直營站，站內設有自動售票機和簡易Suica閘機，但沒有綠色窗口。
車站兩個月台的出發提示樂曲是一首名為的童謠。由於兩個月台的樂曲採用不同段落，因此兩者有不少差異。

### 月台配置
| 月台 | 路線   | 目的地                     |
| ---- | ------ | -------------------------- |
| 1、2 | 青梅線 | 拜島、立川、新宿、東京方向 |

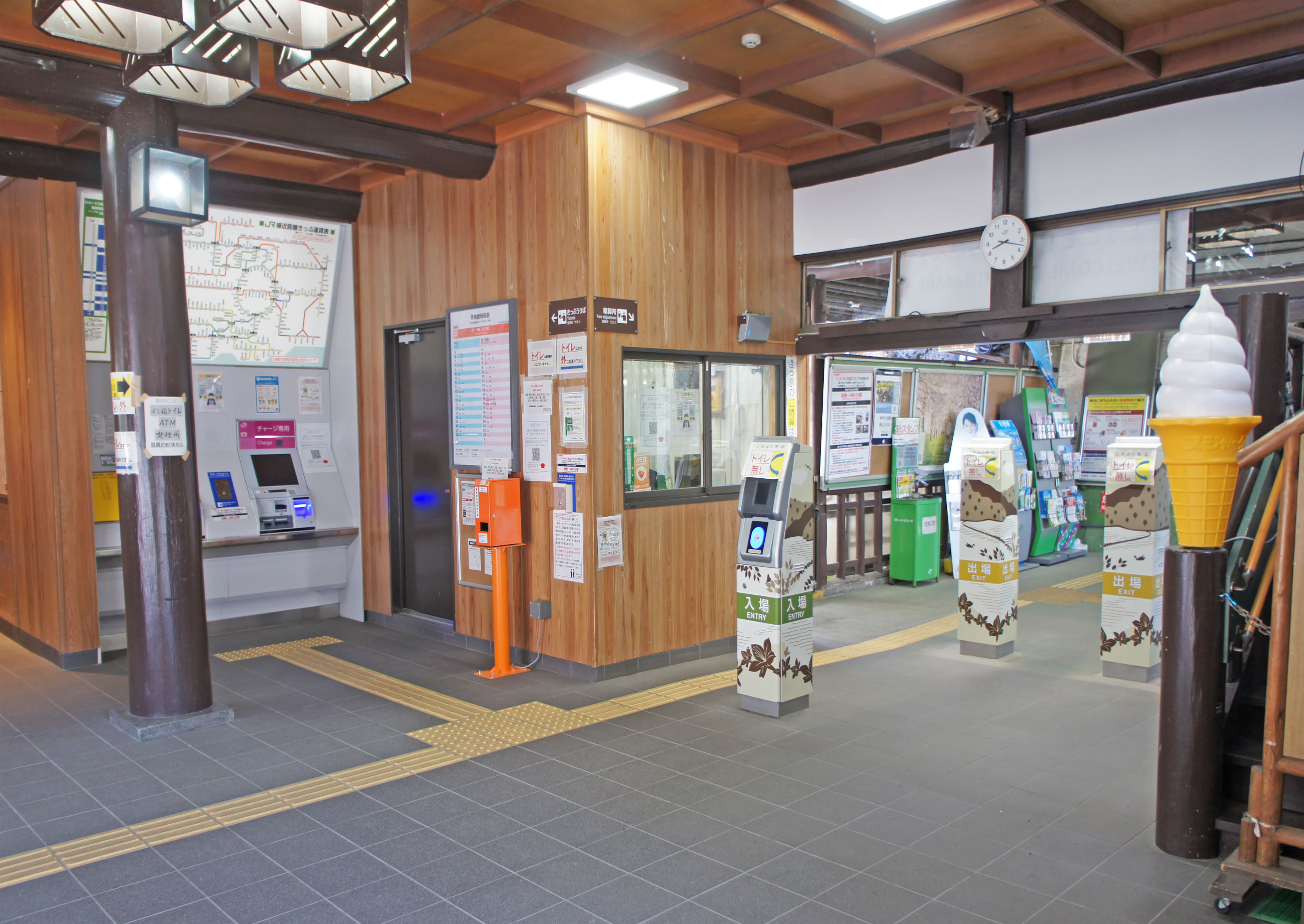
驗票口(2022年4月)
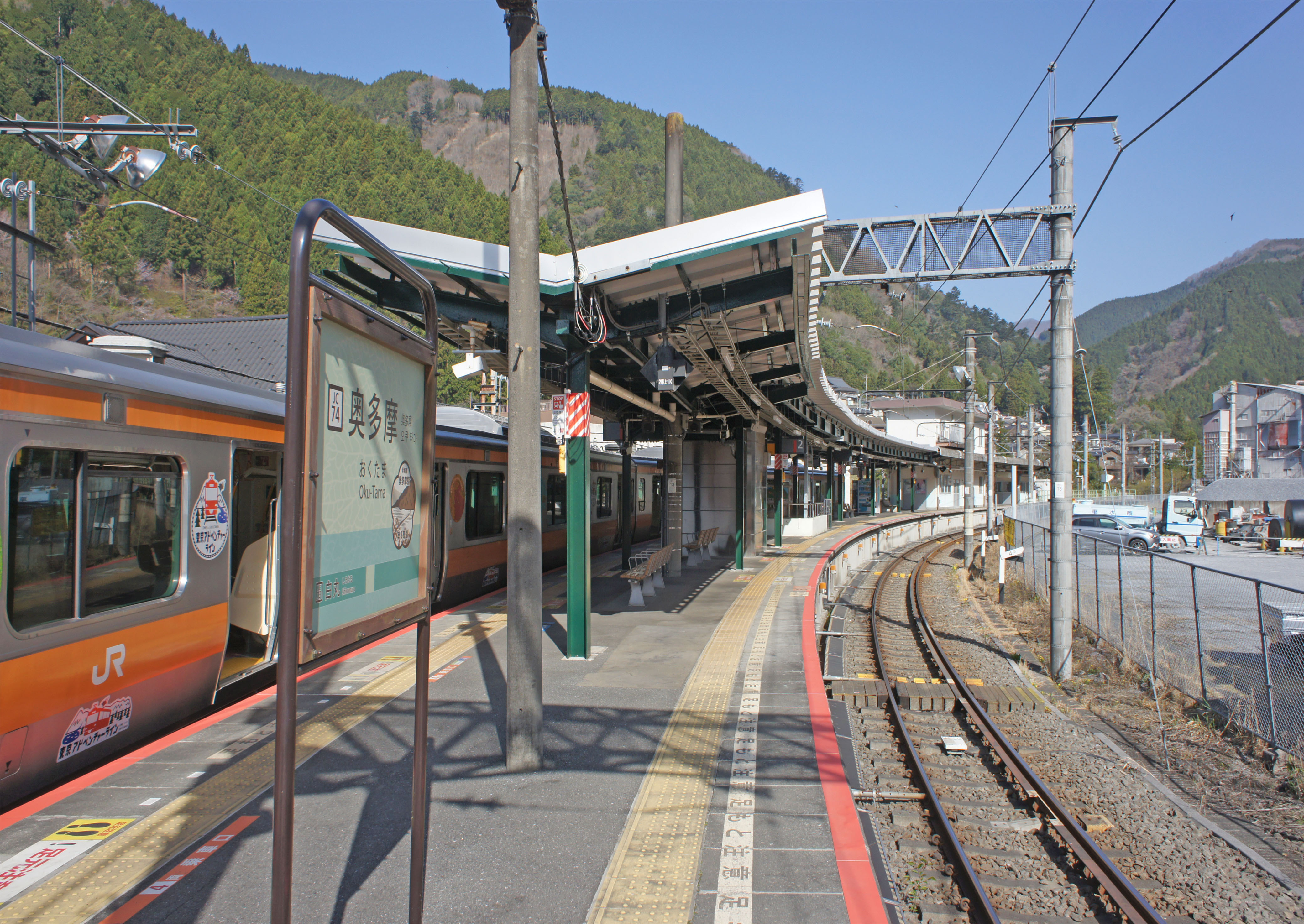
月台(2022年4月)

## 使用情況
2019年（令和元年）度1日平均上車人次為866人。近年的推移如下表。
| 年度               | 1日平均 上車人次 | 來源     |
| ------------------ | ---------------- | -------- |
| 1990年（平成02年） | 1,622            | [ * 1 ]  |
| 1991年（平成03年） | 1,541            | [ * 2 ]  |
| 1992年（平成04年） | 1,611            | [ * 3 ]  |
| 1993年（平成05年） | 1,586            | [ * 4 ]  |
| 1994年（平成06年） | 1,510            | [ * 5 ]  |
| 1995年（平成07年） | 1,527            | [ * 6 ]  |
| 1996年（平成08年） | 1,460            | [ * 7 ]  |
| 1997年（平成09年） | 1,394            | [ * 8 ]  |
| 1998年（平成10年） | 1,499            | [ * 9 ]  |
| 1999年（平成11年） | 1,500            | [ * 10 ] |
| 2000年（平成12年） | 1,401            | [ * 11 ] |
| 2001年（平成13年） | 1,302            | [ * 12 ] |
| 2002年（平成14年） | 1,054            | [ * 13 ] |
| 2003年（平成15年） | 975              | [ * 14 ] |
| 2004年（平成16年） | 984              | [ * 15 ] |
| 2005年（平成17年） | 955              | [ * 16 ] |
| 2006年（平成18年） | 921              | [ * 17 ] |
| 2007年（平成19年） | 925              | [ * 18 ] |
| 2008年（平成20年） | 913              | [ * 19 ] |
| 2009年（平成21年） | 915              | [ * 20 ] |
| 2010年（平成22年） | 902              | [ * 21 ] |
| 2011年（平成23年） | 877              | [ * 22 ] |
| 2012年（平成24年） | 885              | [ * 23 ] |
| 2013年（平成25年） | 919              | [ * 24 ] |
| 2014年（平成26年） | 892              | [ * 25 ] |
| 2015年（平成27年） | 966              | [ * 26 ] |
| 2016年（平成28年） | 929              | [ * 27 ] |
| 2017年（平成29年） | 916              | [ * 28 ] |
| 2018年（平成30年） | 934              | [ * 29 ] |
| 2019年（令和元年） | 866              |          |

至貨物處理廢除前的近年年間發着噸數如下表。
| 年度               | 總數      | 總數     | 車攜貨物  | 車攜貨物 | 集裝箱貨物 | 集裝箱貨物 | 來源   |
| 年度               | 發送噸數  | 到着噸數 | 發送噸數  | 到着噸數 | 發送噸數   | 到着噸數   | 來源   |
| ------------------ | --------- | -------- | --------- | -------- | ---------- | ---------- | ------ |
| 1990年（平成02年） | 1,485,323 | 74,984   | 1,485,323 | 74,984   |            |            | [ 2 ]  |
| 1991年（平成03年） | 1,353,549 | 68,264   | 1,353,549 | 68,264   |            |            | [ 3 ]  |
| 1992年（平成04年） | 1,233,297 | 55,900   | 1,233,297 | 55,900   |            |            | [ 4 ]  |
| 1993年（平成05年） | 1,336,098 | 68,234   | 1,336,098 | 68,234   |            |            | [ 5 ]  |
| 1994年（平成06年） | 1,398,053 | 72,714   | 1,398,053 | 72,714   |            |            | [ 6 ]  |
| 1995年（平成07年） | 1,295,630 | 70,248   | 1,295,630 | 70,248   |            |            | [ 7 ]  |
| 1996年（平成08年） | 1,311,242 | 107,726  | 1,311,242 | 107,726  |            |            | [ 8 ]  |
| 1997年（平成09年） | 1,115,894 | 110,600  | 1,115,894 | 110,600  |            |            | [ 9 ]  |
| 1998年（平成10年） | 366,810   | 40,278   | 366,810   | 40,278   |            |            | [ 10 ] |
| 1999年（平成11年） |           |          |           |          |            |            | [ 11 ] |

## 車站周邊
- 青梅街道（國道411號）
- 日原街道
- 多摩川
- 日原川
- 西東京巴士五日市營業所冰川車庫
- 奧多摩町政府辦公室
- 奧多摩觀光資訊中心
- 奧多摩郵政局
- 萌ぎ的湯
- 日原鍾乳洞
- 奧多摩湖

### 公車路線
- 1號站台：奧20、21系統 往日原鍾乳洞
- 2號站台：奧20、21系統 往奧多摩湖、留浦、丹波、小菅、峰谷、鴨澤西
- 3號站台：奧30、31系統 往川井站、上日向、清東橋

## 歷史
- 1944年（昭和19年）7月1日：青梅線御嶽－本站一段通車，同日本站（冰川站）開業，當時由運輸通信省（日本國有鐵道前身）管轄。
- 1952年（昭和27年）12月16日：為了搬運興建小河內水壩的建築材料的專用鐵路小河內線開通，路線由東京都水道局建設和營運。
- 1957年（昭和32年）5月10日：由於水壩接近完工，小河內線停駛。路線於1960年代轉讓予西武鐵道，1970年代再轉讓予奧多摩工業。
- 1971年（昭和46年）2月1日：改稱為「奧多摩站」。
- 1987年（昭和62年）4月1日：國鐵分割民營化，車站由東日本旅客鐵道和日本貨物鐵道（JR貨物）接手經營。
- 1997年（平成9年）：獲選為「關東車站百選」之一。
- 1998年（平成10年）8月13日：貨運列車最後一天行駛。
貨運列車主要經前述專用鐵路駛往奧多摩工業的廠房，運送石灰石到旗下其他廠房。最後一般列車則以濱川崎站附近的水泥工廠為終點站。
- 1999年（平成11年）3月25日：貨運業務（由JR貨物營運）停業。
- 2002年（平成14年）2月8日：智能卡Suica開始使用。
- 2006年（平成18年）4月21日：車站畫廊落成啟用。同時兩個月台的出發提示樂曲更換成一首名為的童謠。

## 相鄰車站
東日本旅客鐵道（JR東日本）
 青梅線
■快速（青梅線內各站停車）、■各站停車 
白丸（JC 73）－奧多摩（JC 74）
奧多摩工業
水根貨物線（休止中）
奧多摩－（貨）水根

### 使用情況
1. ↑  東京都統計年鑑 （页面存档备份，存于） - 東京都

JR東日本2000年度以後上車人次
1. ↑  各駅の乗車人員（2000年度） （页面存档备份，存于） - JR東日本
2. ↑  各駅の乗車人員（2001年度） （页面存档备份，存于） - JR東日本
3. ↑  各駅の乗車人員（2002年度） （页面存档备份，存于） - JR東日本
4. ↑  各駅の乗車人員（2003年度） （页面存档备份，存于） - JR東日本
5. ↑  各駅の乗車人員（2004年度） （页面存档备份，存于） - JR東日本
6. ↑  各駅の乗車人員（2005年度） （页面存档备份，存于） - JR東日本
7. ↑  各駅の乗車人員（2006年度） （页面存档备份，存于） - JR東日本
8. ↑  各駅の乗車人員（2007年度） （页面存档备份，存于） - JR東日本
9. ↑  各駅の乗車人員（2008年度） （页面存档备份，存于） - JR東日本
10. ↑  各駅の乗車人員（2009年度） （页面存档备份，存于） - JR東日本
11. ↑  各駅の乗車人員（2010年度） （页面存档备份，存于） - JR東日本
12. ↑  各駅の乗車人員（2011年度） （页面存档备份，存于） - JR東日本
13. ↑  各駅の乗車人員（2012年度） （页面存档备份，存于） - JR東日本
14. ↑  各駅の乗車人員（2013年度） （页面存档备份，存于） - JR東日本
15. ↑  各駅の乗車人員（2014年度） （页面存档备份，存于） - JR東日本
16. ↑  各駅の乗車人員（2015年度） （页面存档备份，存于） - JR東日本
17. ↑  各駅の乗車人員（2016年度） （页面存档备份，存于） - JR東日本
18. ↑  各駅の乗車人員（2017年度） （页面存档备份，存于） - JR東日本
19. ↑  各駅の乗車人員（2018年度） （页面存档备份，存于） - JR東日本
20. ↑  各駅の乗車人員（2019年度） （页面存档备份，存于） - JR東日本

東京都統計年鑑
1. ↑  .   [2020-07-29]. （原始内容存档于2016-03-05）.
2. ↑  .   [2020-07-29]. （原始内容存档于2016-03-05）.
3. ↑  .   [2017-12-10]. （原始内容存档于2013-08-15）.
4. ↑  .   [2017-12-10]. （原始内容存档于2013-02-03）.
5. ↑  .   [2017-12-10]. （原始内容存档于2013-02-03）.
6. ↑  .   [2017-12-10]. （原始内容存档于2013-02-03）.
7. ↑  .   [2017-12-10]. （原始内容存档于2013-02-03）.
8. ↑  .   [2017-12-10]. （原始内容存档于2016-03-04）.
9. ↑  東京都統計年鑑（平成10年）PDF
10. ↑  東京都統計年鑑（平成11年）PDF
11. ↑  .   [2020-07-29]. （原始内容存档于2016-03-04）.
12. ↑  .   [2020-07-29]. （原始内容存档于2016-03-04）.
13. ↑  .   [2020-07-29]. （原始内容存档于2017-07-29）.
14. ↑  .   [2020-07-29]. （原始内容存档于2017-07-29）.
15. ↑  .   [2020-07-29]. （原始内容存档于2017-07-29）.
16. ↑  .   [2020-07-29]. （原始内容存档于2017-07-29）.
17. ↑  .   [2020-07-29]. （原始内容存档于2017-07-29）.
18. ↑  .   [2020-07-29]. （原始内容存档于2017-07-29）.
19. ↑  .   [2020-07-29]. （原始内容存档于2017-07-29）.
20. ↑  .   [2020-07-29]. （原始内容存档于2016-03-26）.
21. ↑  .   [2020-07-29]. （原始内容存档于2016-03-27）.
22. ↑  .   [2020-07-29]. （原始内容存档于2016-03-25）.
23. ↑  .   [2020-07-29]. （原始内容存档于2016-03-27）.
24. ↑  .   [2020-07-29]. （原始内容存档于2016-03-22）.
25. ↑  .   [2020-07-29]. （原始内容存档于2017-07-30）.
26. ↑  .   [2020-07-29]. （原始内容存档于2018-11-09）.
27. ↑  .   [2020-07-29]. （原始内容存档于2019-05-02）.
28. ↑  .   [2020-07-29]. （原始内容存档于2019-12-03）.
29. ↑  .   [2020-07-29]. （原始内容存档于2020-08-04）.

## 外部連結
- 車站資訊（奧多摩）：東日本旅客鐵道

35°48′33.31″N 139°5′48.21″E / 35.8092528°N 139.0967250°E